# Oude watertoren (Den Helder)
De oude watertoren in Den Helder werd gebouwd in 1856 en was daarmee een van de eerste watertorens van Nederland. Het was gesitueerd in het duingebied van Huisduinen. De toren is gebouwd op initiatief van de Koninklijke Marine en de gemeente "Helder" om schepen van schoon drinkwater te voorzien.
De watertoren had een reservoir van gietijzer, zonder dak of ommanteling. Om bevriezing in de winter te voorkomen moest de toren verwarmd worden.
De watertoren werd in 1908 gesloopt en vervangen door de nieuwe watertoren.